# Model Kaleckiego
Model Kaleckiego to model wzrostu gospodarczego stworzony przez Michała Kaleckiego, szeroko  niegdyś spopularyzowany w ekonomii politycznej i w teorii polityki gospodarczej w Polsce, eksponujący wpływ inwestycji i ich udziału w dochodzie narodowym na tempo wzrostu tego dochodu. Model ten jest pewnym przekształceniem i rozwinięciem równania wzrostu Harroda-Domara i przedstawia się następująco:
```
r=(1/m')*(I/D)–a+u
```

gdzie:   
```
        I/D – stopa inwestycji, czyli stosunek inwestycji produkcyjnych brutto do dochodu narodowego
        m' – współczynnik kapitałowy przyrostowy
        a  - współczynnik amortyzacji wyrażający wpływ zmniejszania się mocy produkcyjnych, reprezentowanych przez środki trwałe, w 
             wyniku zużycia i wycofania jego elementów z eksploatacji
        u  – współczynnik usprawnień, określający wpływ różnych pozainwestycyjnych na wzrost dochodu narodowego
```

Podobnie jak Model wzrostu Harroda-Domara, model Kaleckiego określa wpływ inwestycji i współczynnika kapitałowego m na dynamikę dochodu narodowego. Jeśli się założy, że elementy m', a, u są dane i kształtują się niezależnie od posunięć polityki gospodarczej, to podstawowym problemem jest relacja I/D. W krajach o gospodarce rynkowej relacja tak kształtuje się jako suma rozstrzygnięć indywidualnych przedsiębiorców i gospodarstw domowych, samodzielnie decydujących o sposobie podziału dochodów. Państwo może na te indywidualne decyzje wpływać, zachęcając różnymi sposobami do oszczędzania i inwestowania lub do zwiększania wydatków na bieżącą konsumpcję, nie może jednak swej woli narzucać. W krajach realnego socjalizmu relację tą kształtowano przez decyzje centralne, wyznaczając gospodarce z góry założona stopę oszczędności i wymuszając jej realizację za pomocą odpowiednich narzędzi systemu ekonomicznego.